# Burg Reckeringhausen
Die Burg Reckeringhausen, auch Burg Reckerhausen genannt, ist eine abgegangene Wasserburg in der Gemarkung von Meineringhausen, einem Stadtteil von Korbach im nordhessischen Landkreis Waldeck-Frankenberg. Es sind keine bauliche Reste mehr vorhanden.

## Geographische Lage
Die kleine Wasserburg befand sich in der im 17. Jahrhundert wüst gefallenen Dorfsiedlung Reckeringhausen, etwa 1 km nördlich von Meineringhausen in einer Bachniederung auf 328 m Höhe über NHN rund 300 m westlich der heutigen Kreisstraße K 16 von Meineringhausen nach Strothe. Heute erinnern noch der Flurname „Reckeringhäuser Wiesen“ und das westlich der Wüstung gelegene Waldstück „Reckerohr“ an das verschwundene Dorf, zu dem neben der kleinen Burg auch eine Dorfkirche gehört haben soll.

## Geschichte
Zur Geschichte der Burg ist kaum etwas bekannt. Es handelte sich wohl um eine kleine Wasserburg oder Motte. Sie wurde im Jahre 1277 erstmals urkundlich erwähnt, aber vermutlich schon im 12. Jahrhundert von dem 1227 erstmals erwähnten Ortsadelsgeschlecht derer von „Reckerichusen“ erbaut. Erst im Jahre 1592 findet sie noch einmal Erwähnung, als Hermann und Josias von Wolmeringhausen den Burgsitz Reckeringhausen, den einst Wigand von Reckeringhausen besessen hatte, von Abt Dietrich IV. von Corvey als Lehen erhielten. 1623 war von der Burganlage nur noch ein Rest des Burggrabens als Teich vorhanden und auch die Siedlung Reckeringhausen lag bereits im 17. Jahrhundert wüst.